# Alversjöskogens naturreservat
Alversjöskogens naturreservat är ett naturreservat i Eksjö kommun i Småland (Jönköpings län).
Reservatet omfattar 295 hektar och är skyddat sedan 2021. Området är beläget sydväst om Eksjö mellan sjöarna Långanäsasjön och Södra Vixen. Området består av barrblandskog och sumpskog. 